# Kekuta Manneh
Kekuta Manneh  (* 30. Dezember 1994 in Bakau) ist ein gambischer Fußballspieler, der beim Austin FC unter Vertrag steht.

## Karriere
Seine Karriere begann Manneh bei Jugendakademien in Gambia, unter anderem bei der Gilcock Academy, bevor er zum Verein Steve Biko FC in die höchsten Landesliga, die GFA League First Division, wechselte, wo er in 12 Spielen 17 Tore erzielte. 2010 erfolgte der Wechsel in die USA zu Texas Rush, Teil der U.S. Soccer Development Academy, bevor er im Folgejahr innerhalb der Academy zu Lonestar Soccer Club weiterzog. Nach 21 Toren in 16 Spielen wechselte Manneh zu den Austin Aztex in die höchste Amateurliga. Im Januar 2013 unterschrieb Manneh einen Vertrag mit GenerationAdidas und war damit Teil des 2013 MLS SuperDrafts. Dort sicherte sich Vancouver Whitecaps FC die Dienste von Kekuta Manneh, für welche er in 101 Meisterschaftsspielen 22 Tore schoss. 2015 gewann er mit seinem Team die Canadian Championship. Am 30. März 2017 erfolgte der Wechsel innerhalb der MLS zu Columbus Crew SC. Ende des Jahres schloss sich Manneh dem Mexikanischen Verein CF Pachuca an, kam dort jedoch nur zu einem Kurzeinsatz. Im Sommer 2018 wechselte Manneh zum FC St. Gallen.
Am 13. Februar 2019 wurde bekanntgegeben, dass der Vertrag mit dem FC St. Gallen aufgelöst wurde und Manneh zum FC Cincinnati zurück in die USA wechselt. 